# Phronia opaca
Phronia opaca är en tvåvingeart som beskrevs av Dziedzicki 1889. Phronia opaca ingår i släktet Phronia och familjen svampmyggor. Inga underarter finns listade i Catalogue of Life.